# Masia Catalana (Barcelona)
La Masia Catalana és una obra historicista de Barcelona inclosa a l'Inventari del Patrimoni Arquitectònic de Catalunya.

## Descripció
El promotor de l'edifici va voler aixecar una casa imitant una autèntica masia catalana.
És de planta rectangular amb façana davantera, de la qual sobresurt un cos central en forma de galeria porxada, coberta per una gran balconada a què s'accedeix des de l'interior de l'habitatge.
La masia té planta baixa, un pis i golfes amb finestrals amb arquets. El teulat és a quatre vessants. La façana posterior és formada per tres grans pòrtics que sostenen una galeria. En un dels laterals destaca una tribuna artística amb marcs de fusta. La casa és envoltada d'un jardí senzill.
La façana principal és adornada amb un rellotge de sol que porta la data de 1917 i per una majòlica que representa Sant Miquel.

## Història
Aquesta casa fou feta construir a principis de segle xx pel Doctor Andreu, promotor de la urbanització del Tibidabo, com a casa d'estiueig.
Després passà a la seva filla, Montserrat Andreu de Julià, la qual posteriorment en feu donació a l'orde benèfic Aldees Infantils SOS, que actualment acull uns vint nens i nenes.
Dins els terrenys que ocupa aquesta edificació anteriorment hi havia una casa de pagès anomenada Cal Totxo, que més tard es bastí de nou una mica més avall.